# Sportovní Klub Slavia Praha 2000-2001
Questa voce raccoglie le informazioni riguardanti lo Sportovní Klub Slavia Praha nelle competizioni ufficiali della stagione 2000-2001.

## Stagione
Con Jarolím sulla panchina dello Slavia, la società non riesce a competere per il titolo, dovendosi accontentare di un secondo posto conquistato a fatica contro Sigma Olomouc e Marila Pribram. In Coppa i biancorossi escludono i dilettanti del Česká Třebová (2-6) e del Refotal Albrechtice (0-4), faticando contro Synot (5-3) e Jablonec (1-1, 3-1 ai rigori), uscendo dal torneo in semifinale contro il Viktoria Zizkov (1-3), che poi vincerà la competizione.
I cechi partecipano alla Champions League per la seconda volta nella loro storia: dopo aver superato facilmente il primo turno (5-1 allo Shamkir), lo Šachtar esclude di misura i praghesi (1-0 a Donetsk per lo Slavia, 0-2 in casa a favore degli ucraini). Retrocessi in Coppa UEFA, i cechi vanno avanti fino agli ottavi, escludendo AB (5-0), OFI Creta (6-3), Osijek (lo Slavia rimedia una sconfitta per 2-0 in Croazia, ma vince 5-1 in Repubblica Ceca) e perdendo di misura contro il Kaiserslautern (0-0 a Praga, 1-0 in Germania) a causa di un gol di Vratislav Lokvenc, calciatore ceco ex dello Sparta Praga.

## Calciomercato[1]
Vengono ceduti Koller (Dynamo České Budějovice), Vlcek (Standard Liegi), Horváth (allo Sporting Lisbona per € 1,5 milioni), Krejčík (Marila Pribram), Vozabal (Dynamo České Budějovice), Kučera (Marila Pribram), Šoltýs (Tatran Presov), nel settembre 2000 Svoboda (Viktoria Plzen) e nel gennaio 2001 Rada (all'Eintracht Francoforte per € 0,7 milioni) e Vágner (Teplice).
Vengono acquistati Skacel (Sigma Olomouc), Müller (FK Drnovice), Suskavcević (Vojvodina), Kalivoda, Kozák (Kosice), Krištofík (Spartak Trnava), Sedlacek (SFC Opava), Švancara (dal Brno in cambio di € 0,6 milioni), nel settembre 2000 Kuka (Stoccarda), nel novembre seguente Suchopárek (TeBe Berlin) e nel gennaio 2001 Sankovic (Publikum), Lička (Football Club Baník Ostrava) e Tchuř (FC Vítkovice).

## Rosa
| N. |                       | Ruolo | Calciatore        |
| -- | --------------------- | ----- | ----------------- |
| 1  | Rep. Ceca (bandiera)  | P     | Radek Černý       |
| 13 | Rep. Ceca (bandiera)  | P     | Jindrich Skacel   |
| 20 | Rep. Ceca (bandiera)  | P     | Michal Václavík   |
| 4  | Rep. Ceca (bandiera)  | D     | Lukáš Došek       |
| 17 | Rep. Ceca (bandiera)  | D     | Adam Petrouš      |
| 26 | Rep. Ceca (bandiera)  | D     | Martin Müller     |
| 27 | Rep. Ceca (bandiera)  | D     | Martin Hyský      |
| 3  | Rep. Ceca (bandiera)  | D     | Luboš Kozel       |
| 2  | Rep. Ceca (bandiera)  | D     | Jiří Lerch        |
| 23 | Rep. Ceca (bandiera)  | D     | Jan Suchopárek    |
| 6  | Rep. Ceca (bandiera)  | D     | Daniel Tchuř      |
| 19 | Slovenia (bandiera)   | D     | Goran Sankovič    |
| 14 | Montenegro (bandiera) | D     | Darko Suskavcević |

| N. |                       | Ruolo | Calciatore       |
| -- | --------------------- | ----- | ---------------- |
| 8  | Rep. Ceca (bandiera)  | C     | Richard Dostálek |
| 18 | Rep. Ceca (bandiera)  | C     | Jiří Skala       |
| 32 | Rep. Ceca (bandiera)  | C     | Marcel Lička     |
| 15 | Rep. Ceca (bandiera)  | C     | Lumír Sedláček   |
| 10 | Rep. Ceca (bandiera)  | C     | David Kalivoda   |
| 12 | Slovacchia (bandiera) | C     | Ján Kozák        |
| 11 | Slovacchia (bandiera) | C     | Ondřej Krištofík |
| 29 | Rep. Ceca (bandiera)  | C     | Tomáš Kuchař     |
| 7  | Rep. Ceca (bandiera)  | C     | Ivo Ulich        |
| 30 | Rep. Ceca (bandiera)  | A     | Petr Švancara    |
| 5  | Rep. Ceca (bandiera)  | A     | Tomáš Došek      |
| 21 | Rep. Ceca (bandiera)  | A     | Pavel Kuka       |
| 9  | Rep. Ceca (bandiera)  | A     | Luděk Zelenka    |